# Liste der Fahnenträger der Olympischen Winterspiele 1980

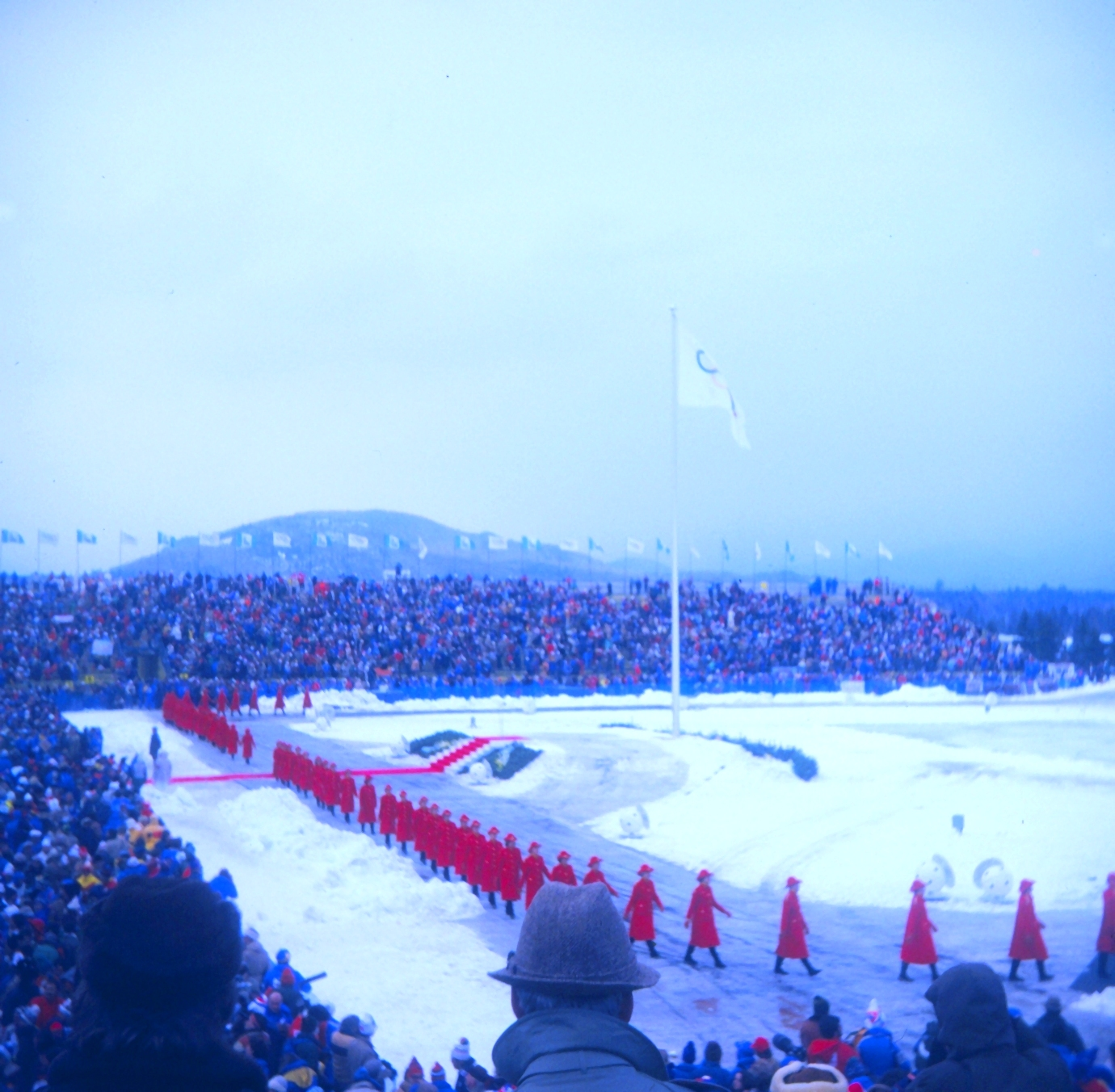
Einmarsch der Nationen

Die Liste der Fahnenträger der Olympischen Winterspiele 1980 führt die Fahnenträger bei der Eröffnungsfeier auf.
Beim Einmarsch der Nationen zogen Athleten aller teilnehmenden Länder in das Lake Placid Equestrian Stadium ein. Bei der Eröffnungsfeier wurden die einzelnen Teams von einem Fahnenträger aus den Reihen ihrer Sportler oder Offiziellen angeführt, der entweder von ihrem jeweiligen Nationalen Olympischen Komitee (NOK) oder von den Athleten selbst bestimmt wurde.

## Reihenfolge
Der griechischen Mannschaft wurde traditionell der Platz an vorderster Stelle gewährt, ein Sonderstatus, der aus der Ausrichtung der antiken und ersten Spiele der Moderne in Griechenland herrührt. Die Mannschaft der Vereinigten Staaten marschierte als Gastgebernation zuletzt ein. Die anderen Länder betraten das Stadion in alphabetischer Reihenfolge in der Sprache der Gastgebernation, in diesem Fall Englisch. Diese Reihenfolge entspricht sowohl der Tradition als auch den Statuten des Internationalen Olympischen Komitees (IOK).

## Liste der Fahnenträger
Nachfolgend führt eine Liste die Fahnenträger der Eröffnungsfeier aller teilnehmenden Nationen auf, sortiert nach der Abfolge ihres Einmarsches. Die Liste ist zudem sortierbar nach ihrem Staatsnamen, nach Mannschaftskürzel, nach Anzahl der Athleten, nach dem Nachnamen des Fahnenträgers und dessen Sportart.

### Nach Nationen
| Abfolge | Nationalmannschaft | Englischer Name             | Kürzel | Athleten | Eröffnungsfeier           | Eröffnungsfeier       |
| Abfolge | Nationalmannschaft | Englischer Name             | Kürzel | Athleten | Fahnenträger              | Sportart              |
| ------- | ------------------ | --------------------------- | ------ | -------- | ------------------------- | --------------------- |
| 1       | Griechenland       | Greece                      | GRE    | 3        | Lazaros Arkhontopoulos    | Ski Alpin             |
| 2       | Andorra            | Andorra                     | AND    | 3        | Carlos Font               | Ski Alpin             |
| 3       | Argentinien        | Argentina                   | ARG    | 13       | Abel Carlos Balda         | Offizieller           |
| 4       | Australien         | Australia                   | AUS    | 9        | Robert McIntyre           | Ski Alpin             |
| 5       | Österreich         | Austria                     | AUT    | 46       | Annemarie Moser-Pröll     | Ski Alpin             |
| 6       | Belgien            | Belgium                     | BEL    | 2        | Henri Mollin              | Ski Alpin             |
| 7       | Bolivien           | Bolivia                     | BOL    | 3        | Billy Farwig              | Ski Alpin             |
| 8       | Bulgarien          | Bulgaria                    | BUL    | 8        | Petar Popangelow          | Ski Alpin             |
| 9       | Kanada             | Canada                      | CAN    | 59       | Ken Read                  | Ski Alpin             |
| 10      | China              | People’s Republic of China  | CHN    | 24       | Zhao Weichang             | Eisschnelllauf        |
| 11      | Costa Rica         | Costa Rica                  | CRC    | 1        | Arturo Kinch              | Ski Alpin             |
| 12      | Zypern             | Cyprus                      | CYP    | 3        | Andreas Pilavakis         | Ski Alpin             |
| 13      | Tschechoslowakei   | Czechoslovakia              | TCH    | 41       | Bohuslav Ebermann         | Eishockey             |
| 14      | BR Deutschland     | Federal Republic of Germany | GER    | 80       | Urban Hettich             | Nordische Kombination |
| 15      | Finnland           | Finland                     | FIN    | 52       | Heikki Ikola              | Biathlon              |
| 16      | Frankreich         | France                      | FRA    | 22       | Fabienne Serrat           | Ski Alpin             |
| 17      | DDR                | German Democratic Republic  | GDR    | 53       | Jan Hoffmann              | Eiskunstlauf          |
| 18      | Großbritannien     | Great Britain               | GBR    | 48       | Jeremy Palmer-Tomkinson   | Rennrodeln            |
| 19      | Ungarn             | Hungary                     | HUN    | 2        | András Sallay             | Eiskunstlauf          |
| 20      | Island             | Iceland                     | ISL    | 6        | Haukur Sigurðsson         | Skilanglauf           |
| 21      | Italien            | Italy                       | ITA    | 46       | Gustav Thöni              | Ski Alpin             |
| 22      | Japan              | Japan                       | JPN    | 50       | Herb Wakabayashi          | Eishockey             |
| 23      | Südkorea           | Korea                       | KOR    | 10       |                           |                       |
| 24      | Libanon            | Lebanon                     | LIB    | 3        | Edward Samen              | Offizieller           |
| 25      | Liechtenstein      | Liechtenstein               | LIE    | 7        | Petra Wenzel              | Ski Alpin             |
| 26      | Mongolei           | Mongolia                    | MGL    | 3        | Luwsandaschiin Dordsch    | Skilanglauf           |
| 27      | Niederlande        | Netherlands                 | NED    | 29       | Piet Kleine               | Eisschnelllauf        |
| 28      | Neuseeland         | New Zealand                 | NZL    | 5        | Stuart Blakely            | Ski Alpin             |
| 29      | Norwegen           | Norway                      | NOR    | 64       | Jan Egil Storholt         | Eisschnelllauf        |
| 30      | Polen              | Poland                      | POL    | 30       | Józef Łuszczek            | Skilanglauf           |
| 31      | Rumänien           | Romania                     | ROM    | 35       | Gheorghe Lixandru         | Bob                   |
| 32      | Spanien            | Spain                       | ESP    | 8        | Francisco Fernández Ochoa | Ski Alpin             |
| 33      | Schweden           | Sweden                      | SWE    | 61       | Eva Olsson                | Skilanglauf           |
| 34      | Schweiz            | Switzerland                 | SUI    | 44       | Marie-Theres Nadig        | Eishockey             |
| 35      | Sowjetunion        | U.S.S.R.                    | URS    | 86       | Alexander Tichonow        | Biathlon              |
| 36      | Jugoslawien        | Yugoslavia                  | YUG    | 15       | Bojan Križaj              | Ski Alpin             |
| 37      | Vereinigte Staaten | United States               | USA    | 101      | Scott Hamilton            | Ski Alpin             |

### Nach Sportarten
| Sportart              | Nationen | Anzahl |
| --------------------- | --- | ------ |
| Biathlon              | Finnland – Sowjetunion | 2      |
| Bob                   | Rumänien | 1      |
| Eishockey             | Japan – Schweiz – Tschechoslowakei | 3      |
| Eiskunstlauf          | DDR – Ungarn | 2      |
| Eisschnelllauf        | China – Niederlande – Norwegen | 3      |
| Nordische Kombination | BR Deutschland | 1      |
| Rennrodeln            | Großbritannien | 1      |
| Ski Alpin             | Andorra – Australien – Belgien – Bolivien – Bulgarien – Costa Rica – Frankreich – Griechenland – Italien – Jugoslawien – Kanada – Liechtenstein – Neuseeland – Österreich – Spanien – Vereinigte Staaten – Zypern | 17     |
| Skilanglauf           | Island – Mongolei – Polen – Schweden | 4      |
| Skispringen           | – | 0      |
| Offizieller           | Argentinien – Libanon | 2      |
| unbekannt             | Südkorea | 1      |